# Лестницы 1: Женева
«Лестницы 1: Женева» (англ. Stairs 1: Geneva) — полнометражный фильм Питера Гринуэя, снятый в Женеве во время проведения одноимённого художественного проекта: в городе было установлено сто деревянных смотровых площадок, к каждой из которых вели несколько ступенек. Любой человек мог подняться на любую из площадок и через направленные Гринуэем видоискатели увидеть городские пейзажи, выступающие в неожиданном ракурсе. В фильме, смонтированном в мультиэкранной манере, показаны и прокомментированы каждая лестница и каждый вид.

## Музыка
В фильме использована написанная специально для проекта «Лестницы» музыка композитора Патрика Мимрана. Кроме неё также использованы музыкальные произведения И. С. Баха, В. А. Моцарта, Франческо Хока (Francesco Hoch).

## Издания
Фильм претерпел только одно издание для домашнего просмотра: в 1994 году компания «Apsara Productions» выпустила его в Швейцарии на видеокассетах.